# Алма (округ Баффало, Вісконсин)
Алма (англ. Alma) — місто (англ. town) в США, в окрузі Баффало штату Вісконсин. Населення — 716 осіб (2020).

## Географія
Алма розташована за координатами 44°22′48″ пн. ш. 91°50′24″ зх. д. / 44.38000° пн. ш. 91.84000° зх. д. (44.38, -91.84).  За даними Бюро перепису населення США в 2010 році місто мало площу 111 км², з яких 109,7 км² — суходіл та 1,3 км² — водойми.

## Демографія
Згідно з переписом 2010 року, у місті мешкало 297 осіб в 157 домогосподарствах у складі 133 родин.
Расовий склад населення:
| - 98.67 % — білих - 1.06 % — чорних або афроамериканців - 0.27 % — азіатів |

До двох чи більше рас належало 0,0 %. Частка іспаномовних становила 1,59 % від усіх жителів.
За віковим діапазоном населення розподілялося таким чином: 28,6 % — особи молодші 18 років, 57,3 % — особи у віці 18—64 років, 14,1 % — особи у віці 65 років та старші. Медіана віку мешканця становила 39 років. На 100 осіб жіночої статі у місті припадало 111,8 чоловіків;  на 100 жінок у віці від 18 років та старших — 113,5 чоловіків також старших 18 років.
Середній дохід на одне домашнє господарство становив 40 357 долар США, а середній дохід на одну сім'ю — 44 792 доларів. Медіана доходів становила 33 333 доларів для чоловіків та 19 531 доларів для жінок. За межею бідності перебувало 16,2 % осіб, у тому числі 24,1 % дітей у віці до 18 років та 10 % осіб у віці 65 років та старших.